# Synagoga w Jastrowiu
Synagoga w Jastrowiu – została zbudowana w 1867 roku przy obecnej ul. Jagiellońskiej na miejscu starej synagogi. Był to murowany budynek w stylu neoromańskim. W 1938 roku hitlerowcy zdewastowali synagogę. Obecnie budynek nie istnieje.